# Doboj

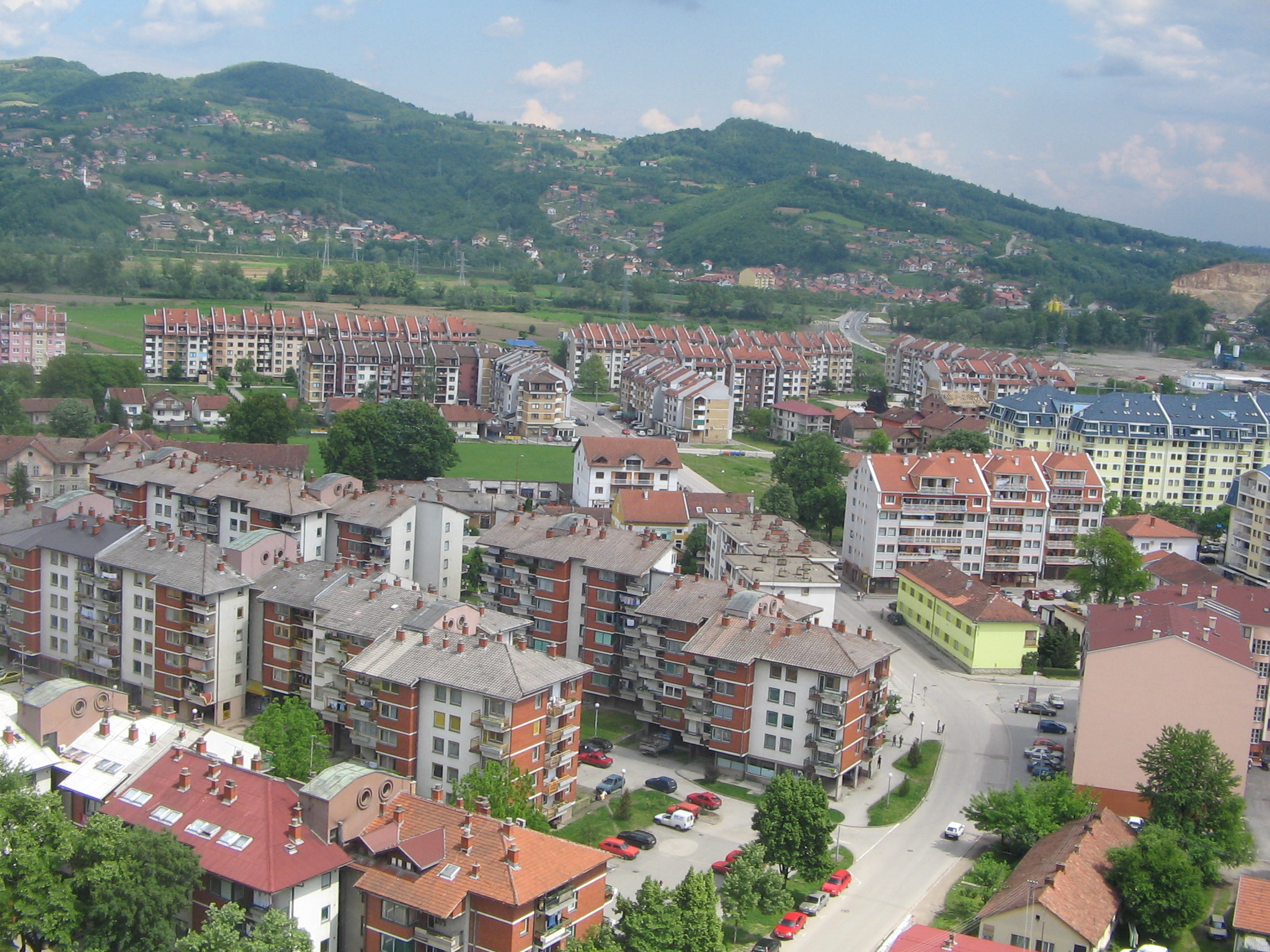
Stadtansicht

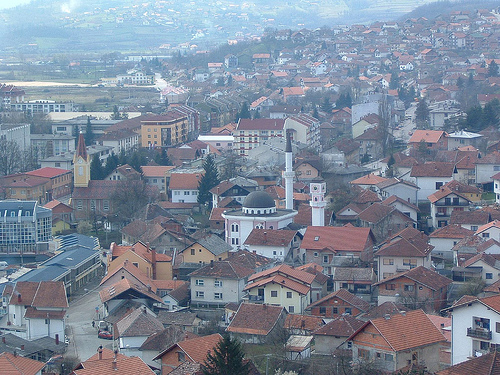
Altstadt von Doboj

Doboj (serbisch-kyrillisch Добој) ist eine Stadt und die zugehörige Gemeinde im Nordosten von Bosnien und Herzegowina. Sie befindet sich in der Entität Republika Srpska (RS). In der eigentlichen Stadt leben 60.211 und im gesamten Gebiet der Gemeinde 77.223 Einwohner.

## Geographie
Die auf 146 m über dem Meeresspiegel liegende Stadt Doboj befindet sich im zentralen Norden Bosniens, am Fluss Bosna. In Doboj münden die Usora und die Spreča in die Bosna. Die Stadt befindet sich zudem nahe dem Berg Ozren und den beiden Seen Orlovo und Goransko.

## Bevölkerung

### Volkszählung 1991
Zum Zeitpunkt der Volkszählung 1991 hatte die Stadt Doboj 27.498 Einwohner, von denen sich
- 11.154 (40,56 %) als Bosniaken
- 8.011 (29,13 %) als Serben
- 4.365 (15,87 %) als Jugoslawen
- 2.714 (9,86 %) als Kroaten bezeichneten.[2]

### Schätzung 1998
Doboj ist seit dem Bosnienkrieg mehrheitlich von Serben bevölkert. Allerdings leben auch eine gewisse Anzahl Bosniaken und Kroaten in der Stadt, deren Rückkehr durch die Grenzlage zur Föderation begünstigt wurde.

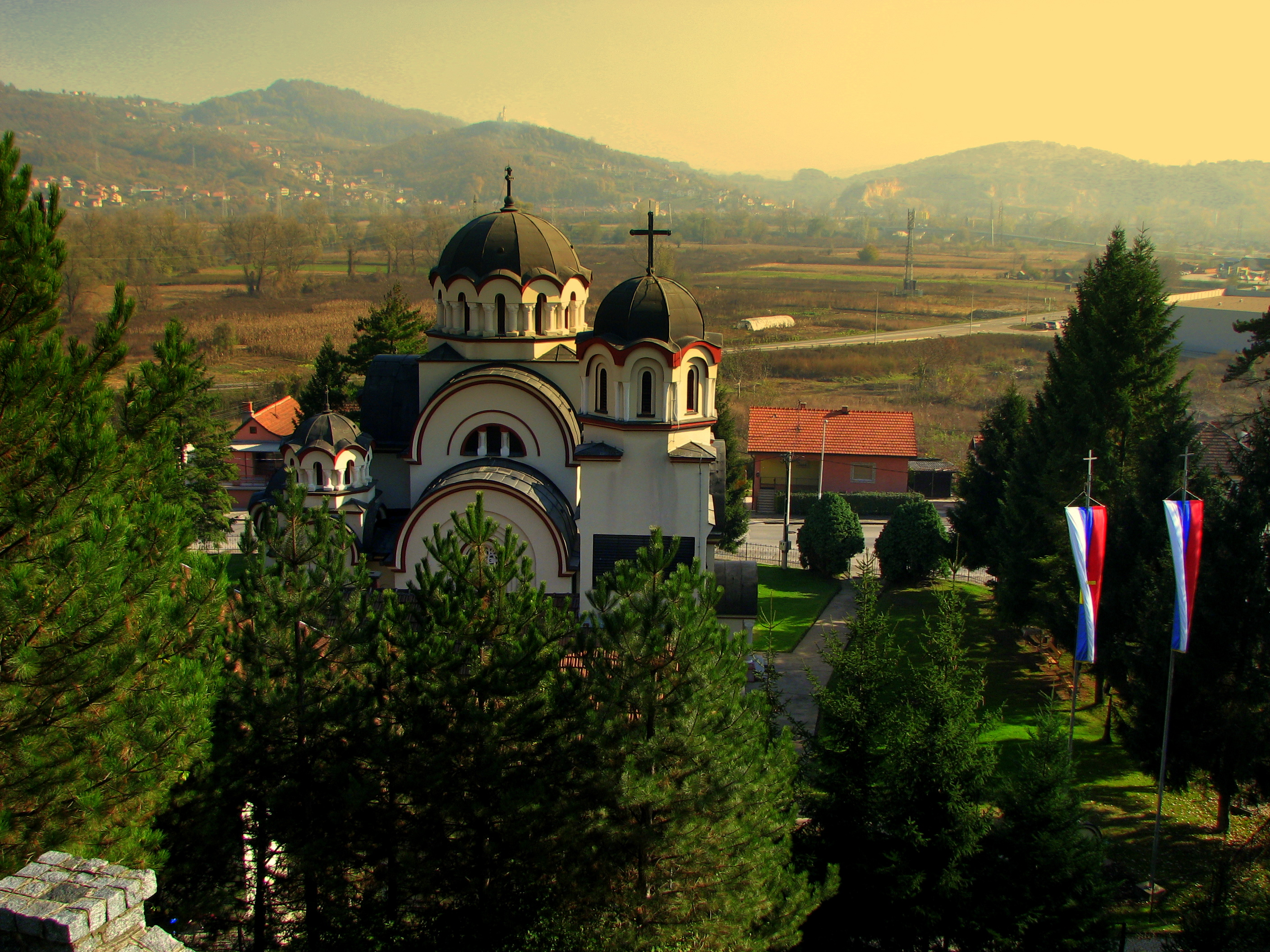
Serbisch-orthodoxe Kirche Heilige Apostel Peter und Paul

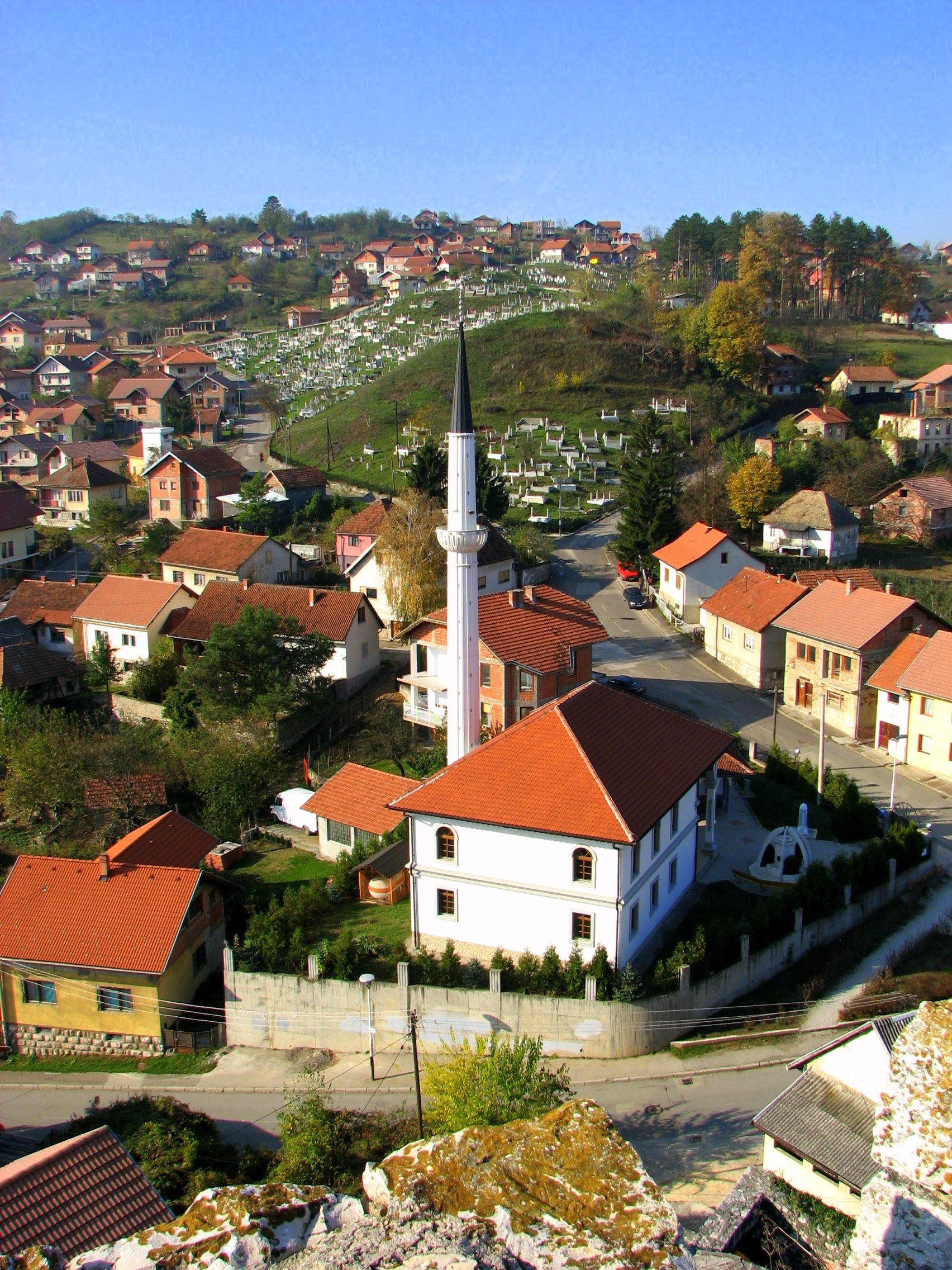
Moschee Selimija in der Altstadt (Čaršija)

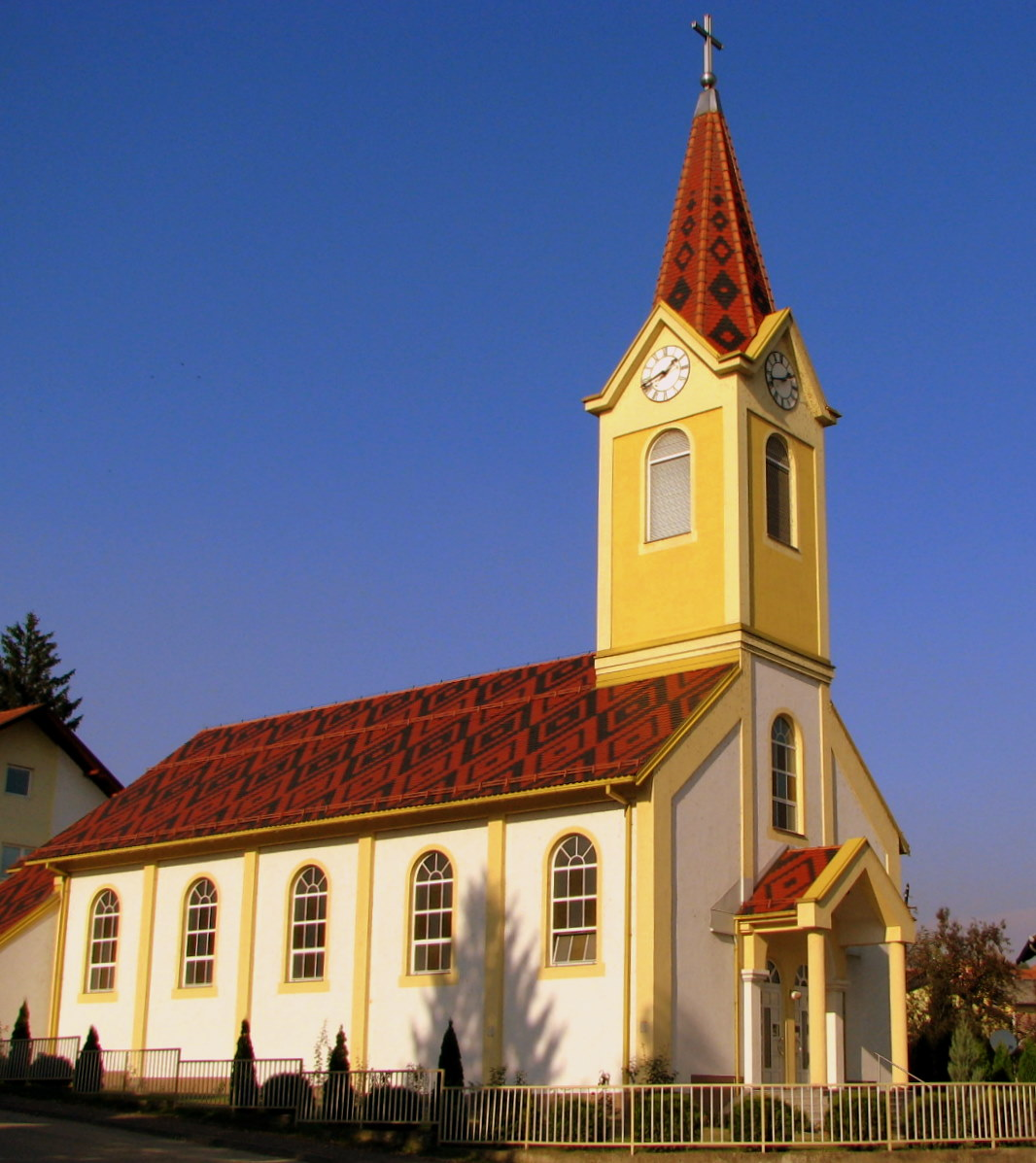
Römisch-katholische Kirche

## Ortschaften
Die Stadt Doboj umfasst die Stadtteile:
- Centar (Zentrum): 10.735 Einwohner (Volkszählung 1991)
- Doboj Novi: 749 Einwohner
- Donji Grad: 5035 Einwohner

Zudem gehörten zur Gemeinde Doboj die Ortschaften:
- Bare: 1185 Einwohner (Volkszählung 1991)
- Čaršija: 4926 Einwohner
- Orašje: 2136 Einwohner
- Usora: 2813 Einwohner

## Geschichte
Bereits die Römer erbauten im 1. Jahrhundert ein Kastell in der Nähe der heutigen Stadt. Teile des römischen Bauwerkes dienten im 13. Jahrhundert zum Bau der Festung, um die sich in der nachfolgenden Zeit eine städtische Siedlung entwickelte.

### Neuzeit
Seit dem Kriegsbeginn im Jahr 1992 ist die Stadt aufgrund von Flucht und Vertreibung der damaligen Bevölkerung mehrheitlich von orthodoxen Serben bewohnt. Ab 2000 kehrten viele Angehörige der anderen Ethnien in ihre Häuser zurück.
In der Nähe des Busbahnhofs wurde ein großes Schwimmbad gebaut, in dem gelegentlich auch Konzerte stattfinden. Wenige Meter neben dem Schwimmbad befinden sich die Fußballplätze der Sloga Doboj. Zurzeit spielt der Verein in der zweiten bosnischen Liga.
Im Herbst 2005 wurde in Doboj das moderne Einkaufszentrum BmD Centar eröffnet, dieses wurde jedoch aufgrund von mangelndem Geld geschlossen. Unweit des Einkaufszentrums wurde eine neue orthodoxe Kirche gebaut, die größer als die bisherige in der Altstadt ist. Im Zentrum der Stadt wurde ein altes Kaufhaus zu einem weiteren Einkaufszentrum umstrukturiert. Daneben werden weitere Wohn- und Gewerbeobjekte gebaut.
Durch die geographische Lage an der Frontlinie waren große Teile Dobojs während des Krieges stark umkämpft, weswegen vor allem Teile der Gebirge direkt westlich und östlich des Stadtgebietes bis heute vermint sind.
Das field office der europäischen Polizeimission (EUPM) ist mittlerweile geschlossen; die Betreuung des Gebietes erfolgt durch Banja Luka. Militärisch ist die EU durch ein Camp der portugiesischen Streitkräfte vertreten (Camp Doboj). Das polnische Militär zog im September 2005 ab und übergab sein Camp an die bosnischen Streitkräfte.

### Hochwasser 2014
Im Frühjahr 2014 war Doboj eine jener Ortschaften in Bosnien, die am schwersten vom Hochwasser infolge des Balkantiefs Yvette betroffen waren. Bedingt durch tagelangen Dauerregen stieg der Pegelstand der Bosna kontinuierlich. Am 14. Mai trat der Fluss schließlich über die Ufer und ergoss sich in die Stadt. Etwa 80 % der Stadtfläche waren überflutet. Alle Zufahrtsstraßen waren unpassierbar und Doboj somit praktisch vom Rest des Landes abgeschnitten. Der höchste Wasserstand in der Stadt betrug am 15. Mai ca. 4 Meter.
Tausende Menschen waren in ihren Häusern und Wohnungen eingeschlossen ohne Strom, fließend Wasser und Festnetz; teilweise mit geringen oder keinen Lebensmittelvorräten, da es keine Unwetterwarnung seitens der Behörden gegeben hatte. Die eingeschlossenen Menschen wurden von freiwilligen Helfern und örtlichen Behörden mit Schlauchbooten notdürftig mit Wasser und Nahrung versorgt. Zwei Helikopter waren im Einsatz, um Menschen, die sich in unmittelbarer Lebensgefahr befanden, zu evakuieren.
Ab dem 16. Mai sank der Wasserstand in der Stadt wieder langsam. Es handelte sich um die schlimmsten Unwetter seit 120 Jahren auf dem gesamten Balkan.

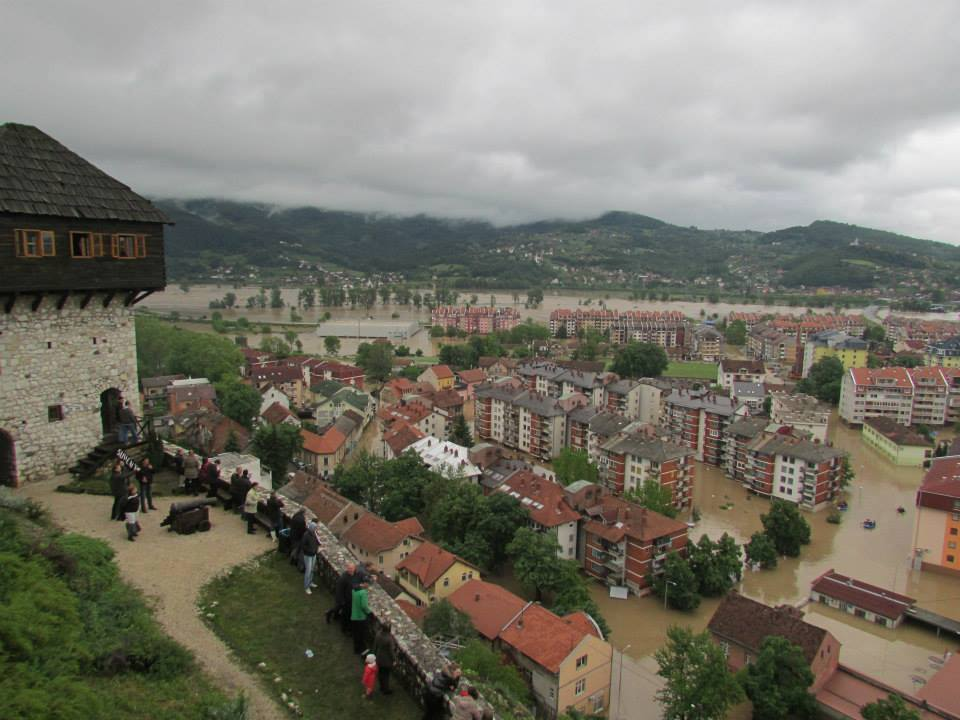
Hochwasser Doboj Mai 2014
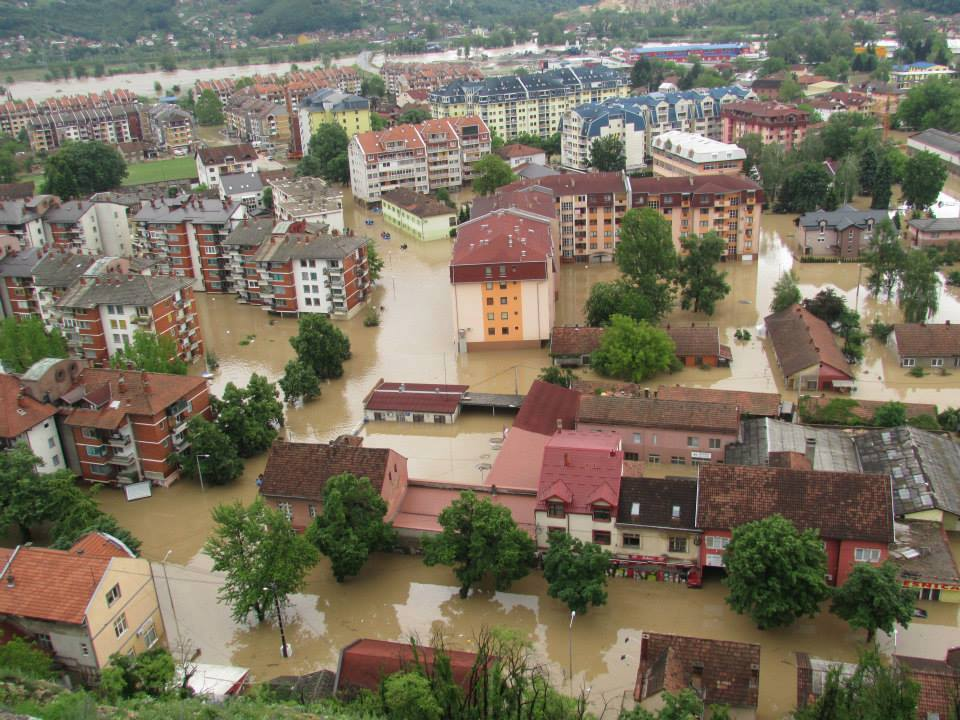
Hochwasser Doboj Mai 2014

## Wirtschaft und Infrastruktur

### Wirtschaft
Erst viele Jahre nach dem Krieg hat Doboj mit einer ernsthaften Wirtschaftsentwicklung begonnen. Nur 34,5 % der arbeitsfähigen Bevölkerung gehen momentan einer offiziellen Beschäftigung nach. Das Problem der Arbeitslosigkeit ist in ländlichen Gebieten noch ausgeprägter. Die alten landwirtschaftlichen Kooperativen sind zusammengebrochen. Nicht einmal 250 Landwirte in der Gemeinde Doboj besitzen mehr als 5 Hektar Land.
Nur drei Firmen ist es gelungen, die Zahl der Beschäftigten nach der Privatisierung zu erhöhen. Das sind RKTK Doboj, eine Kalksteinmine und Kalkfabrik in Sevarlije; TKS Dalekovod, ein Hersteller von Überlandleitungen, Stahlmasten und dazugehörigen Metallkonstruktionen im Norden von Doboj; und die Braunkohlemine Stanari im Westen. In allen drei Fällen handelt es sich um ausländische Direktinvestitionen.
Im März 2006 lag das Durchschnittseinkommen bei 520 KM und der Wert des monatlichen Warenkorbs betrug 460 KM.
In dem kleinen Dorf Stanari nahe Doboj wird das Kohle-Bergwerk Rudnik betrieben. Es ist im Besitz der britischen Investmentfondsgesellschaft EFT. Durch den Kauf des Kohle-Bergwerkes durch das englische Unternehmen wurden viele Arbeitsplätze gesichert.

### Verkehr

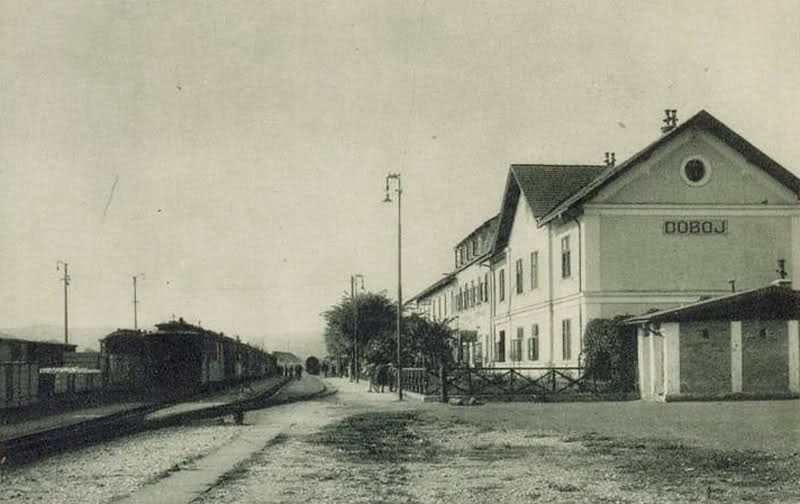
Der Bahnhof von Doboj zu Beginn des 20. Jahrhunderts.

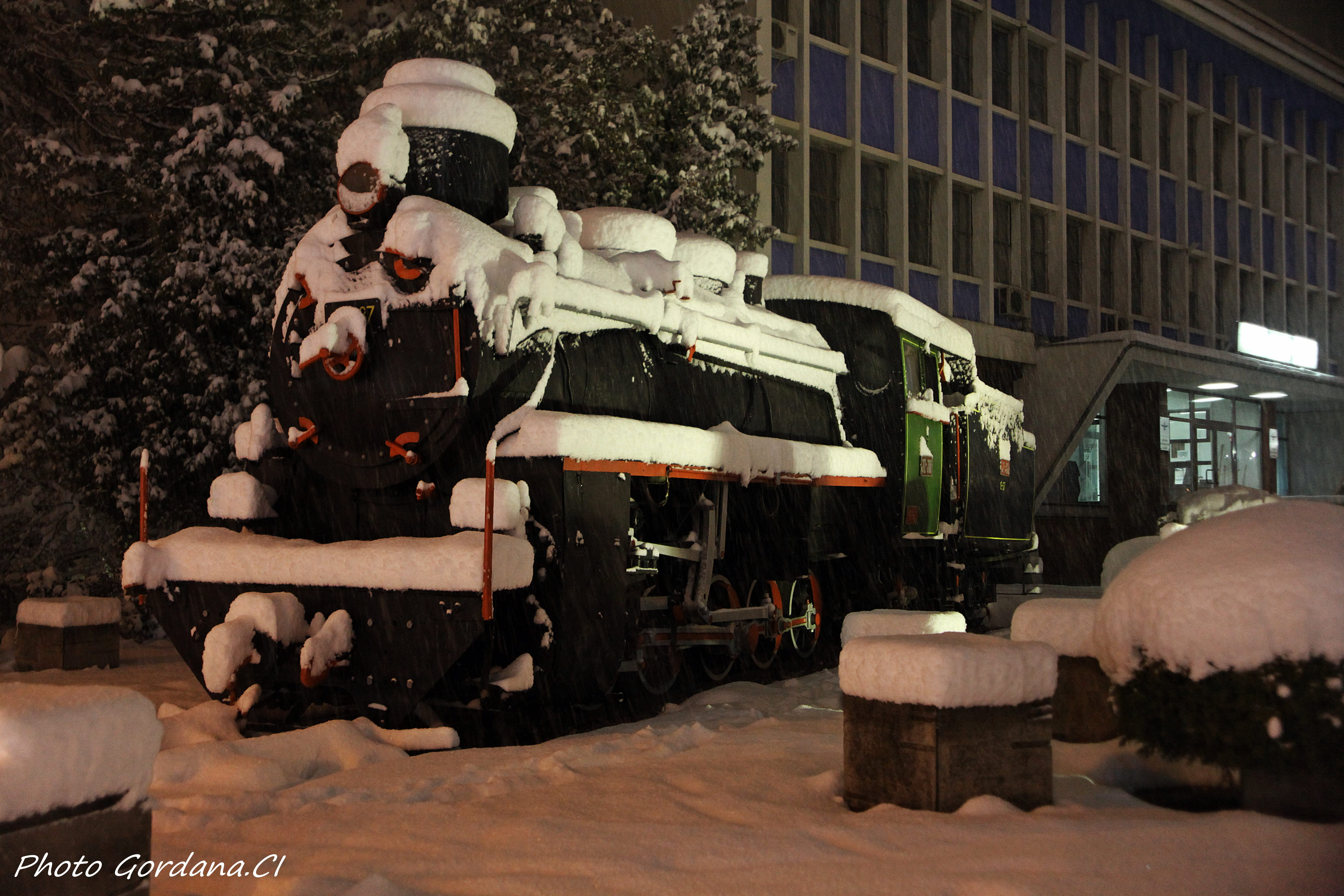
Das Dampflokdenkmal im winterlichen Doboj.

Die Infrastruktur der Opština Doboj ist zwar insgesamt veraltet, jedoch im Landesvergleich gut.
Begünstigt durch die Ortslage hat sich die Stadt zu einem wichtigen Verkehrsknotenpunkt entwickelt. Hier kreuzen sich die beiden Hauptbahnstrecken des Landes. Im Tal der Bosna verläuft der Paneuropäische Verkehrskorridor Nr. Vc, wo neben der Eisenbahn auch künftig die Autobahn A1 verlaufen wird.
1879 wurde mit der Eröffnung der Bosnabahn die Stadt ans Eisenbahnnetz angeschlossen. 1891 folgte die damals ebenfalls schmalspurige Bahnstrecke Doboj–Tuzla. 1947 bauten die Jugoslawischen Staatsbahnen den Abschnitt Sarajevo–Doboj der Bosnabahn auf Normalspur um, verlängerten die Strecke nach Bosanski Šamac und stellten den Betrieb auf dem verbliebenen Teilstück der Bosnabahn ein. 1947 bis 1951 wurde die Strecke nach Tuzla umgespurt und 1951 die Normalspurlinie nach Banja Luka gebaut. Nach der Teilung Bosnien-Herzegowinas in zwei Entitäten kamen die drei von Doboj ausgehenden Linien zur Bahngesellschaft Željeznice Republike Srpske (ŽRS), die in Doboj auch ihren Sitz hat.
Vor dem Verwaltungsgebäude der Željeznice Republike Srpske (ŽRS) befindet sich die 1946 erbaute schmalspurige Schlepptenderlokomotive mit der Nummer 1937, die ursprünglich auf der Steinbeisbahn im Einsatz war.

## Sport
Der bekannteste Fußballverein der Stadt ist FK Sloga Doboj.

## Sehenswürdigkeiten
Oberhalb von Doboj liegt die Festung Doboj aus dem 13. Jahrhundert mit Aussicht auf die Stadt und das Bosnatal.
Zwei Moscheen wurden im Stadtgebiet wieder aufgebaut sowie die kleine römisch-katholische Kirche. Die serbisch-orthodoxe Kirche unweit der Festung hat den Krieg unbeschadet überstanden und eine zweite befindet sich im Zentrum. Des Weiteren kann man bei Doboj ein römisches Lager/Castell besichtigen.

## Persönlichkeiten
- Silvana Armenulić (1939–1976), Sängerin
- Indira Radić (* 1966), Sängerin
- Aleksandar Đurić (* 1970), ehemaliger bosnisch-herzegowinischer Kanute und derzeitiger singapurischer Fußballspieler
- Abdulah Ibraković (* 1970), Fußballtrainer
- Danijel Šarić (* 1977), Handballspieler
- Esad Razić (* 1982), Fußballspieler
- Ivona Brdjanovic (* 1986), Schweizer Dramatikerin, Drehbuchautorin und Schriftstellerin
- Jasmina Rebmann-Janković (* 1986), Handballspielerin
- Ajdin Mahmutović (* 1986), Fußballspieler
- Emina Karic (* 1991), deutsche Basketballspielerin

## Galerie

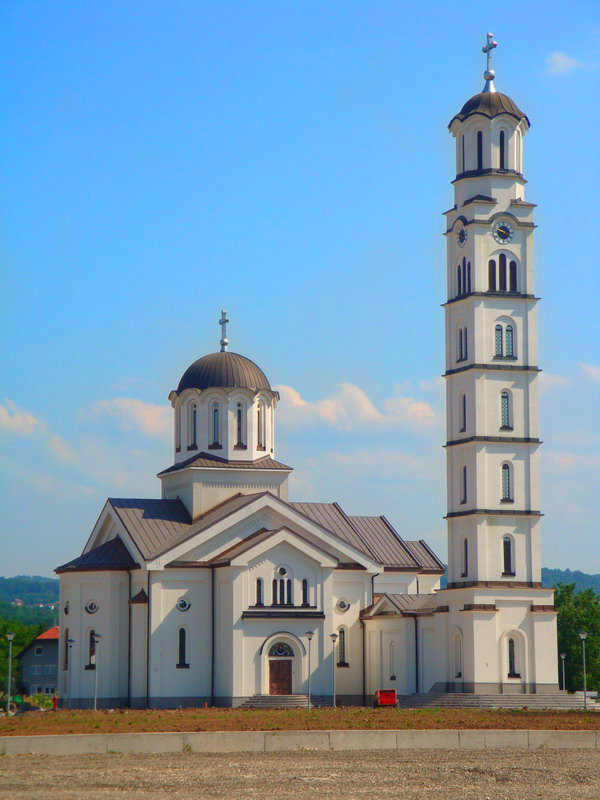
Die neue Serbisch-orthodoxe Kirche zur Mariä Geburt im Stadtzentrum
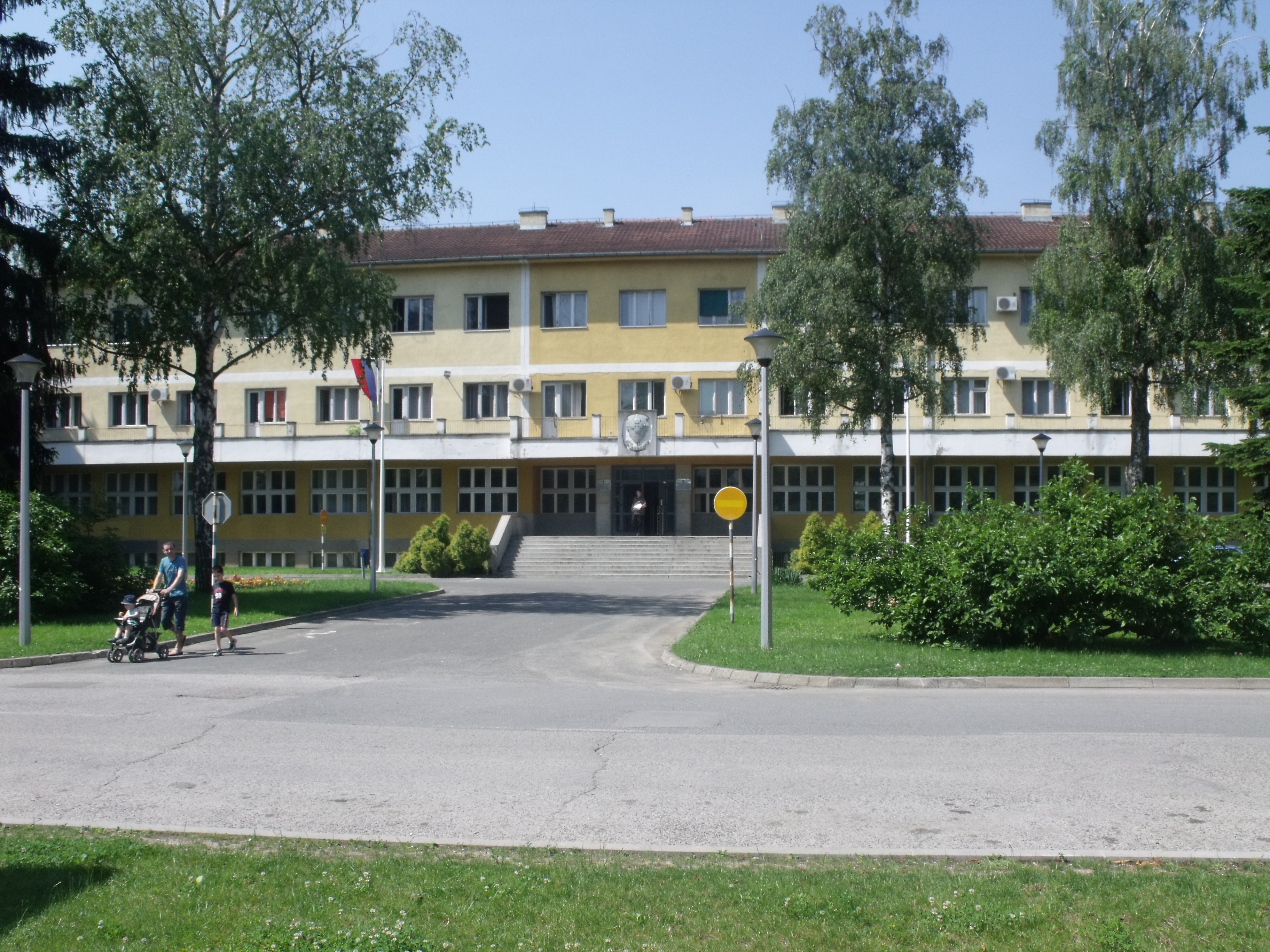
Das Rathaus von Doboj
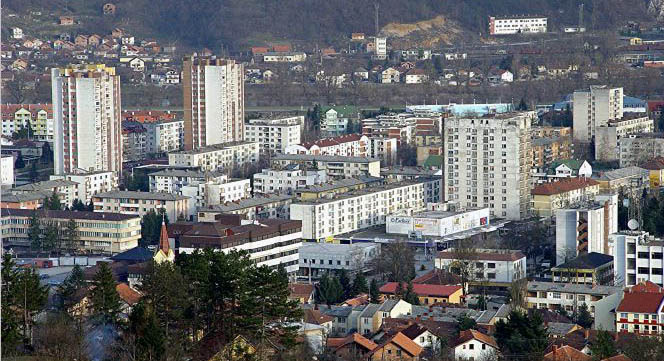
Zentrum der Stadt
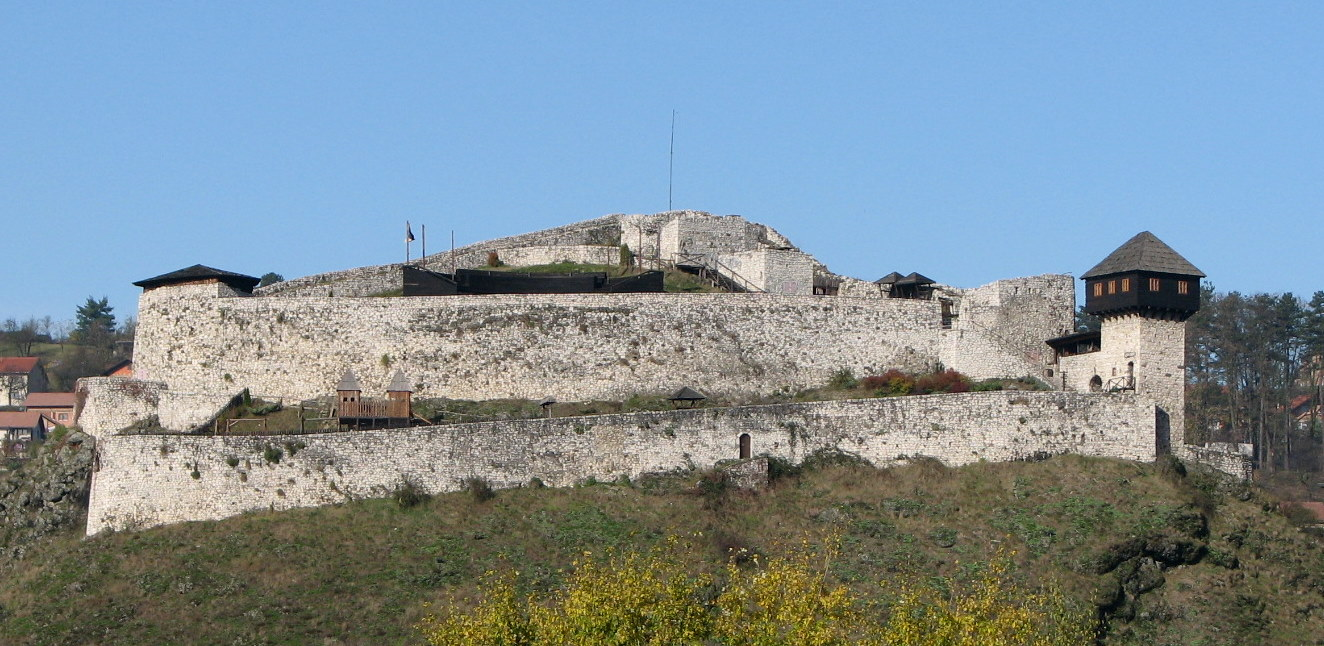
Die Festung über der Stadt
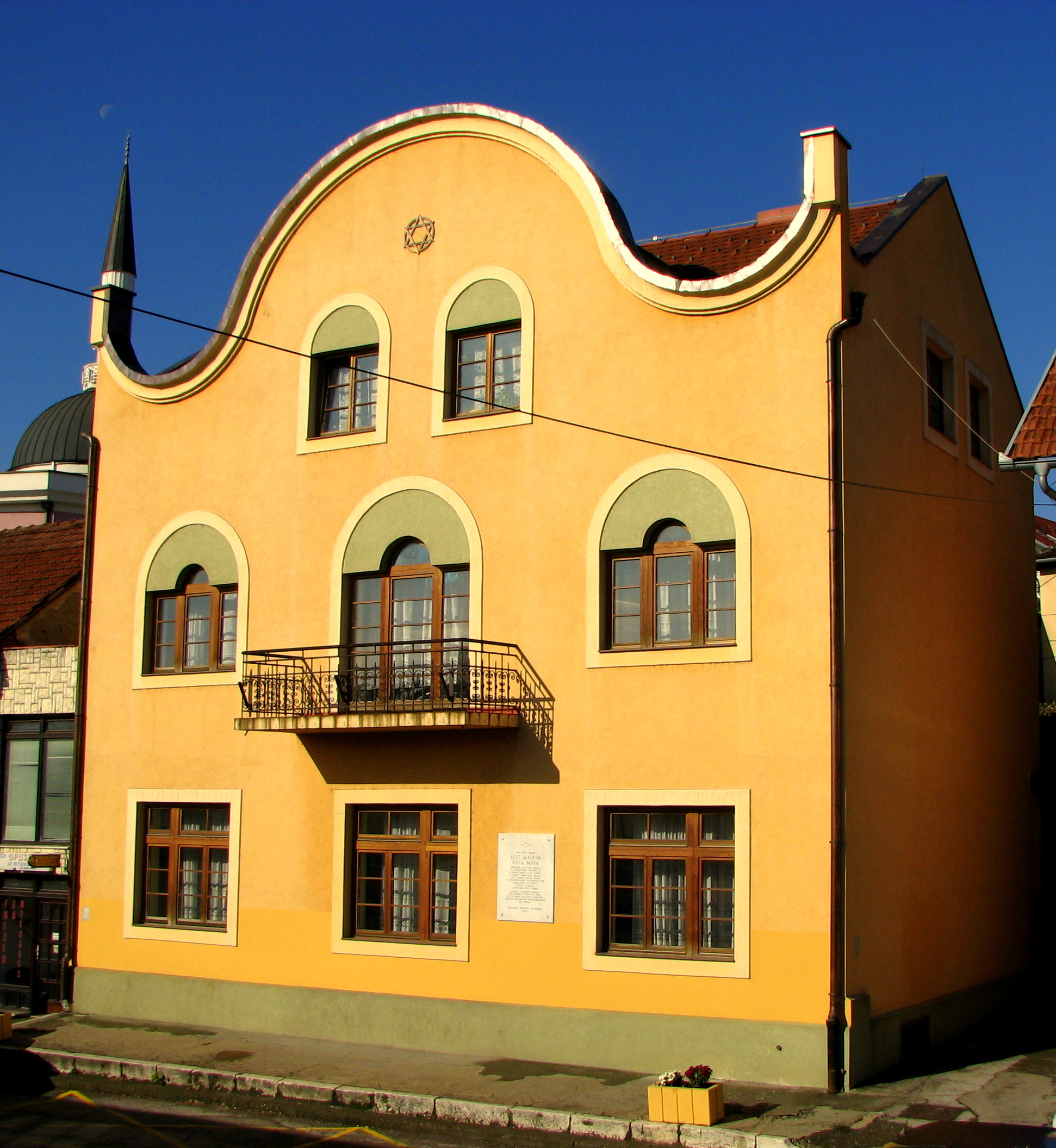
Die Synagoge in Doboj
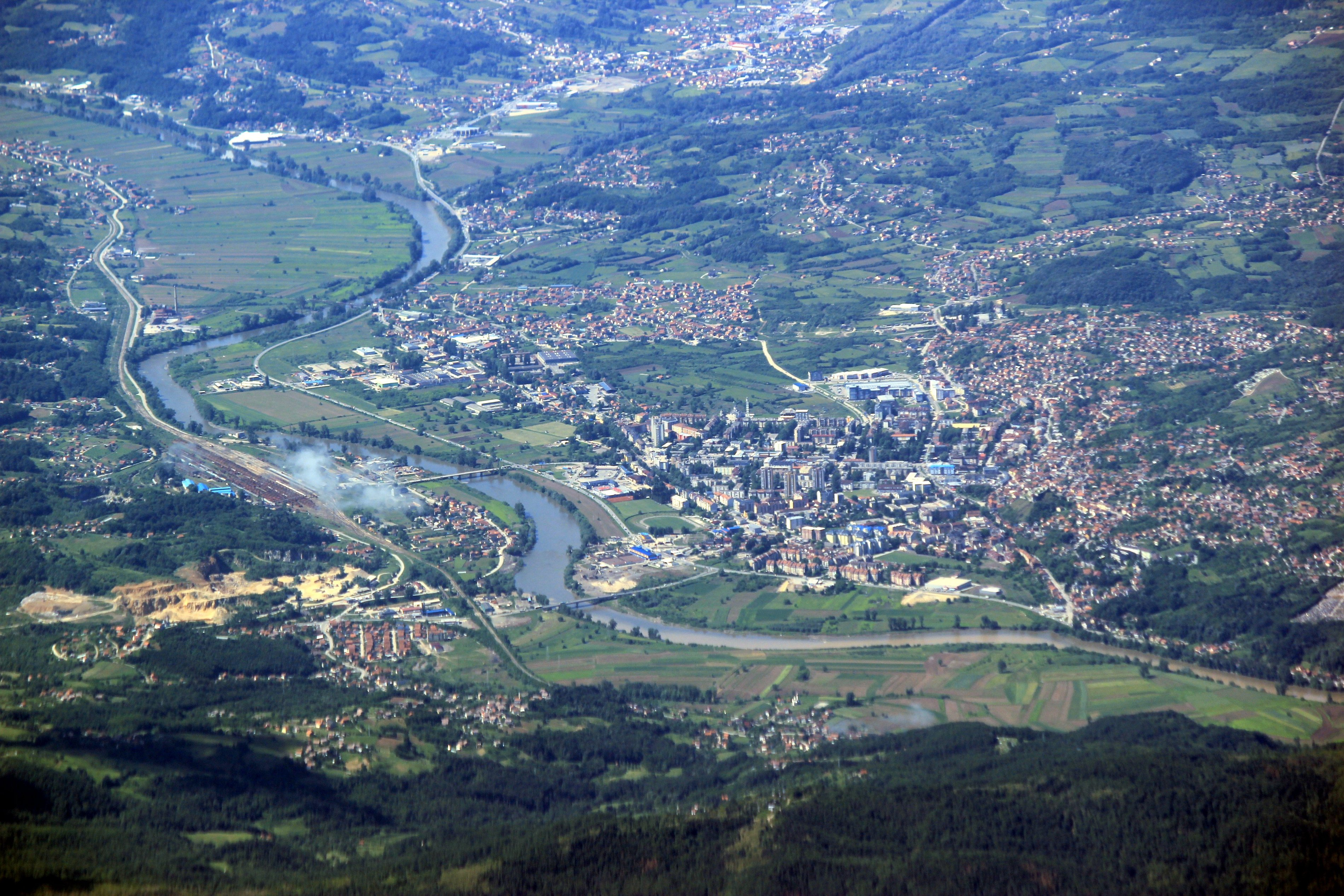
Luftbild von Doboj